# Craig Montvidas
Craig Montvidas (Verenigde Staten, 30 april 1950) is een Amerikaanse oud-honkballer en softbalcoach.
Montvidas begon in Amerika op zijn zevende jaar met honkbal. Hij kwam in 1975 naar Nederland om er honkbal te gaan spelen. Hij kwam uit voor de Giants in Diemen en Kinheim en HCAW uit Bussum. Bij de laatste vereniging was hij zowel speler als hoofdcoach van zowel de heren honkbalploeg als het dames softbalteam. Daarna werd hij coach bij de Twins. In de jaren tachtig organiseerde hij jeugdtrainingskampen voor honkbal en softbal door het gehele land met bijdragen van Amerikaanse spelers en coaches van de Los Angeles Dodgers. In 1997 werd hij bondscoach van de Nederlandse softbalploeg, maar hij nam begin oktober 1999 ontslag uit onvrede met het beleid van de bond. Hierna werd hij de bondscoach voor Griekenland op weg naar de Olympische Spelen van 2004. Daarna werd hij bondscoach voor het Nederlandse team in de aanloop naar de Olympische Spelen van 2004. Hierna was hij in de aanloop naar plaatsing voor de spelen van 2008 bondscoach van het Engelse damesteam. Montvidas is getrouwd met de oud-softbal-international Luciène Geels. In 2009 werd hij opnieuw bondscoach van het Nederlands damessoftbalteam.